# Peter Brown (Schauspieler)
Peter Brown (* 5. Oktober 1935 als Pierre Lind de Lappe in New York City, New York; † 21. März 2016 in Phoenix, Arizona) war ein US-amerikanischer Schauspieler.

## Leben
Brown entwickelte erstes Interesse an der Schauspielerei während seines Wehrdienstes, wo er an Theaterstücken zur Truppenunterhaltung mitwirkte. Später studierte er Schauspiel an der University of California. Er erhielt einen Vertrag bei Warner Brothers und spielte ab 1957 zunächst kleine Nebenrollen in verschiedenen Filmen und Fernsehserien.
Bekannt wurde er dem amerikanischen Fernsehpublikum vor allem durch Hauptrollen in zwei Westernserien: Von 1958 bis 1962 spielte er in 75 Folgen an der Seite von John Russell den Deputy Johnny McKay in der Westernserie Lawman. 1965 wurde er von Universal Pictures unter Vertrag genommen und verkörperte die folgenden zwei Jahre in 56 Folgen der Serie Laredo den Texas Ranger Chad Cooper. Danach war Brown insbesondere in den 1970er- und 1980er-Jahren ein viel gebuchter Gaststar Fernsehserien, von Kobra, übernehmen Sie über Magnum, Knight Rider bis Baywatch. Größere und längere Engegaments hatte er in Seifenopern; so spielte er in Schatten der Leidenschaft zwischen 1981 und 1982 sowie 1989 bis 1991.
Im Kinobereich hatte Brown Ende der 1950er-Jahre erste kleine Auftritte, etwa in Sayonara mit Marlon Brando sowie Der Mann aus Philadelphia mit Paul Newman in der Hauptrolle. In den 1960er-Jahren kam er zu einer Reihe von größeren Filmrollen, etwa als Marinesoldat im Kriegsfilm Durchbruch auf Befehl, als junger Liebhaber in dem Disney-Film Summer Magic, als Surfer in Surfen auf Leben und Tod oder einen brutalen Halbstarken im Thriller Das Mädchen mit der Peitsche. Zu seinen späteren Filmrollen zählten ein größerer Auftritt als zwielichtiger Zuhälter und Drogenschmuggler im Blaxploitationfilm Foxy Brown von 1974 sowie eine kleine Rolle als Richter in Wedding Planner – Verliebt, verlobt, verplant. Brown, dessen filmisches Schaffen mehr als 115 Film- und Fernsehproduktionen umfasste, zog sich 2005 aus dem Filmgeschäft zurück.
2002 wurde er mit dem Golden Boot Award, einem Preis für Westernschauspieler, für sein Lebenswerk ausgezeichnet. Brown war viermal geschieden und Vater von zwei Söhnen. Er starb im März 2016 im Alter von 80 Jahren.

## Filmografie (Auswahl)
Kino- und Fernsehfilme
- 1957: Esther Costello (The Story of Esther Costello)
- 1957: Sayonara
- 1958: Von Panzern überrollt (Darby’s Rangers)
- 1958: Ihr Leben war ein Skandal (Too Much, Too Soon)
- 1958: Die Liebe der Marjorie Morningstar (Marjorie Morningstar)
- 1958: Der Zwiebelkopf (Onionhead)
- 1959: Der Mann aus Philadelphia (The Young Philadelphians, Stimme)
- 1962: Durchbruch auf Befehl (Merrill’s Marauders)
- 1963: Summer Magic
- 1964: Der Tiger ist los (A Tiger Walks)
- 1964: Surfen auf Leben und Tod (Ride the Wild Surf)
- 1964: Das Mädchen mit der Peitsche (Kitten with a Whip)
- 1970: Die Jagd beginnt (Hunters Are for Killing, Fernsehfilm)
- 1970: Höllenkommando (Ha-Pritza Hagdola)
- 1971: Chrom und heißes Leder (Chrome and Hot Leather)
- 1972: Piranha
- 1974: Foxy Brown
- 1974: City Monster (Rape Squad)
- 1980: Griff nach den Sternen (Top of the Hill, Fernsehfilm)
- 1980: Onkelchens Erbe (The Girl, the Gold Watch and Everything, Fernsehfilm)
- 1982: Mädchen hinter Gittern (The Concrete Jungle)
- 1986: Aurora – Der Besucher aus dem All (The Aurora Encounter)
- 1990: Brandzeichen der Hölle (Demonstone)
- 1995: Karate Tiger 8 (Fists of Iron)
- 2001: Wedding Planner – Verliebt, verlobt, verplant (The Wedding Planner)
- 2005: Hell to Pay

Fernsehserien
- 1957–1960: Maverick (3 Folgen)
- 1957–1962: Cheyenne (4 Folgen)
- 1958–1959: Sugarfoot (2 Folgen)
- 1958–1962: Lawman (156 Folgen)
- 1962: Hawaiian Eye (Folge 3x39)
- 1962: 77 Sunset Strip (2 Folgen)
- 1963: Alfred Hitchcock zeigt (The Alfred Hitchcock Hour, 2 Folgen)
- 1964–1967: Die Leute von der Shiloh Ranch (The Virginian, 3 Folgen)
- 1965–1967: Laredo (56 Folgen)
- 1969: Twen-Police (The Mod Squad, Folge 2x14)
- 1971: Meine drei Söhne (My Three Sons, Folge 11x15)
- 1971: Kobra, übernehmen Sie (Mission: Impossible, Folge 6x01)
- 1971–1980: Zeit der Sehnsucht (Days of Our Lives, mind. 669 Folgen)
- 1973: Der Magier (The Magician, Folge 1x02 Ein Duett mit Jane)
- 1975: Dr. med. Marcus Welby (Marcus Welby, M.D., Folge 7x04 Die „Kinder des Lichts“)
- 1975: Matt Helm – Im Dschungel der Großstadt (Matt Helm, 2 Folgen)
- 1975: Make-up und Pistolen (Police Woman, Folge 2x07)
- 1977: Die Straßen von San Francisco (The Streets of San Francisco, Folge 5x11 Callgirls)
- 1977: Quincy (Quincy, M.E., Folge 3x08)
- 1978: Wonder Woman (Folge 3x02 Oldtimer)
- 1978: Drei Engel für Charlie (Charlie’s Angels, Folge 3x08 Engel Ahoi!)
- 1978: Vegas (Vega$, Folge 1x08)
- 1979: Project U.F.O. (Folge 2x12)
- 1980: Ein Duke kommt selten allein (The Dukes of Hazzard, Folge 2x17)
- 1981: Fantasy Island (Folge 4x11)
- 1981–1991: Schatten der Leidenschaft (The Young and the Restless, mind. 13 Folgen)
- 1982: Dallas (Folge 5x14 Offene Wunden)
- 1982: Magnum (Magnum, P.I., Folge 3x11 Ärztin unter Mordverdacht)
- 1983: Hart aber herzlich (Hart to Hart, Folge 4x17)
- 1983: T. J. Hooker (2 Folgen)
- 1983: Ein Fall für Professor Chase (Manimal, Folge 1x05)
- 1984: Computer Kids (Whiz Kids, Folge 1x16)
- 1984: Mode, Models und Intrigen (Cover Up, Folge 1x00)
- 1984: Ein Colt für alle Fälle (The Fall Guy, Folge 4x10)
- 1984: Trio mit vier Fäusten (Riptide, Folge 2x09)
- 1984, 1986: Simon & Simon (2 Folgen)
- 1985: Die Fälle des Harry Fox (Crazy like a Fox, Folge 1x04)
- 1985: Knight Rider (Folge 4x10)
- 1986: Airwolf (Folge 3x16)
- 1986: Das A-Team (The A-Team, Folge 5x05 Es lebe die Revolution)
- 1986–1987: Liebe, Lüge, Leidenschaft (One Life to Live, mind. 3 Folgen)
- 1988: Ohara (Folge 2x16)
- 1989: Hunter (Folge 5x09)
- 1990: Baywatch – Die Rettungsschwimmer von Malibu (Baywatch, Folge 1x18 Haie!)
- 1991–1992: Reich und Schön (The Bold and the Beautiful, mind. 146 Folgen)
- 1992: Überflieger (Wings, Folge 4x03 Der Naseweis)
- 1994: One West Waikiki (Folge 1x05)
- 1997: Babylon 5 (Folge 4x18 Das Verhör)
- 2000: JAG – Im Auftrag der Ehre (JAG, Folge 5x23 Ende eines Hochstaplers)